# Laphria ctenoventris
Laphria ctenoventris là một loài ruồi trong họ Asilidae. Laphria ctenoventris được Oldroyd miêu tả năm 1970. Loài này phân bố ở vùng nhiệt đới châu Phi.